# Бальгургіна
Бальгургі́на (кат. Vallgorguina) — муніципалітет, розташований в Автономній області Каталонія, в Іспанії. Код муніципалітету за номенклатурою Інституту статистики Каталонії — 82943. Знаходиться у районі (кумарці) Бальєс-Уріантал (коди району — 41 та VR) провінції Барселона, згідно з новою адміністративною реформою перебуватиме у складі Баґарії (округи) Барселона.

## Населення
Населення міста (у 2007 р.) становить 2.193 особи (з них менше 14 років — 18,4 %, від 15 до 64 — 71 %, понад 65 років — 10,6 %). У 2006 р. народжуваність склала 35 осіб, смертність — 9 осіб, зареєстровано 7 шлюбів. У 2001 р. активне населення становило 732 особи, з них безробітних — 53 особи.

Серед осіб, які проживали на території міста у 2001 р., 1.158 народилися в Каталонії (з них 437 осіб у тому самому районі, або кумарці), 209 осіб приїхало з інших областей Іспанії, а 63 особи приїхали з-за кордону. 

Університетську освіту має 14,1 % усього населення. 

У 2001 р. нараховувалося 540 домогосподарств (з них 23,9 % складалися з однієї особи, 27,8 % з двох осіб,21,3 % з 3 осіб, 18,9 % з 4 осіб, 5,4 % з 5 осіб, 1,5 % з 6 осіб, 0,6 % з 7 осіб, 0,4 % з 8 осіб і 0,4 % з 9 і більше осіб).

Активне населення міста у 2001 р. працювало у таких сферах діяльності: у сільському господарстві — 2,8 %, у промисловості — 31,2 %, на будівництві — 10,3 % і у сфері обслуговування — 55,7 %. 

 У муніципалітеті або у власному районі (кумарці) працює 447 осіб, поза районом — 458 осіб.

### Безробіття
У 2007 р. нараховувалося 70 безробітних (у 2006 р. — 64 безробітних), з них чоловіки становили 31,4 %, а жінки — 68,6 %.

## Економіка

### Підприємства міста

#### Промислові підприємства
| \| Промислові підприємства міста, за сферою діяльності \| Промислові підприємства міста, за сферою діяльності \| Промислові підприємства міста, за сферою діяльності \| \| Рік \| 2002 р. \| 2001 р. \| \| --------------------------------------------------- \| --------------------------------------------------- \| --------------------------------------------------- \| \| Енергетичні та водні ресурси \| 7,1 % \| 7,7 % \| \| Хімія та метали \| 0 % \| 15,4 % \| \| Переробка металів \| 35,7 % \| 30,8 % \| \| Продукти харчування \| 7,1 % \| 7,7 % \| \| Текстиль \| 21,4 % \| 7,7 % \| \| Виробництво меблів, видання \| 28,6 % \| 30,8 % \| \| Інше \| 0 % \| 0 % \| \| Усього підприємств \| 14 \| 13 \| |         |         |
| Промислові підприємства міста, за сферою діяльності |         |         |
| Рік | 2002 р. | 2001 р. |
| Енергетичні та водні ресурси | 7,1 %   | 7,7 %   |
| Хімія та метали | 0 %     | 15,4 %  |
| Переробка металів | 35,7 %  | 30,8 %  |
| Продукти харчування | 7,1 %   | 7,7 %   |
| Текстиль | 21,4 %  | 7,7 %   |
| Виробництво меблів, видання | 28,6 %  | 30,8 %  |
| Інше | 0 %     | 0 %     |
| Усього підприємств | 14      | 13      |

#### Роздрібна торгівля
| \| Підприємства роздрібної торгівлі міста, за сферою діяльності \| Підприємства роздрібної торгівлі міста, за сферою діяльності \| Підприємства роздрібної торгівлі міста, за сферою діяльності \| \| Рік \| 2002 р. \| 2001 р. \| \| ------------------------------------------------------------ \| ------------------------------------------------------------ \| ------------------------------------------------------------ \| \| Продукти харчування \| 38,1 % \| 40 % \| \| Одяг та взуття \| 9,5 % \| 10 % \| \| Товари для дому \| 4,8 % \| 0 % \| \| Книги та періодичні видання \| 0 % \| 0 % \| \| Промислова хімічна продукція \| 9,5 % \| 10 % \| \| Продукція, пов'язана з транспортними засобами \| 19 % \| 15 % \| \| Інше \| 19 % \| 25 % \| \| Усього підприємств \| 21 \| 20 \| |         |         |
| Підприємства роздрібної торгівлі міста, за сферою діяльності |         |         |
| Рік | 2002 р. | 2001 р. |
| Продукти харчування | 38,1 %  | 40 %    |
| Одяг та взуття | 9,5 %   | 10 %    |
| Товари для дому | 4,8 %   | 0 %     |
| Книги та періодичні видання | 0 %     | 0 %     |
| Промислова хімічна продукція | 9,5 %   | 10 %    |
| Продукція, пов'язана з транспортними засобами | 19 %    | 15 %    |
| Інше | 19 %    | 25 %    |
| Усього підприємств | 21      | 20      |

#### Сфера послуг
| \| Підприємства міста, що працюють у сфері послуг, за діяльністю \| Підприємства міста, що працюють у сфері послуг, за діяльністю \| Підприємства міста, що працюють у сфері послуг, за діяльністю \| \| Рік \| 2002 р. \| 2001 р. \| \| ------------------------------------------------------------- \| ------------------------------------------------------------- \| ------------------------------------------------------------- \| \| Гуртова торгівля \| 13,3 % \| 10,9 % \| \| Готелі та готельний бізнес \| 31,1 % \| 28,3 % \| \| Транспорт та зв'язок \| 15,6 % \| 13 % \| \| Посередницькі фінансові послуги \| 2,2 % \| 2,2 % \| \| Послуги підприємствам \| 2,2 % \| 4,3 % \| \| Послуги фізичним особам \| 20 % \| 23,9 % \| \| Нерухомість та ін. \| 15,6 % \| 17,4 % \| \| Усього підприємств \| 45 \| 46 \| |         |         |
| Підприємства міста, що працюють у сфері послуг, за діяльністю |         |         |
| Рік | 2002 р. | 2001 р. |
| Гуртова торгівля | 13,3 %  | 10,9 %  |
| Готелі та готельний бізнес | 31,1 %  | 28,3 %  |
| Транспорт та зв'язок | 15,6 %  | 13 %    |
| Посередницькі фінансові послуги | 2,2 %   | 2,2 %   |
| Послуги підприємствам | 2,2 %   | 4,3 %   |
| Послуги фізичним особам | 20 %    | 23,9 %  |
| Нерухомість та ін. | 15,6 %  | 17,4 %  |
| Усього підприємств | 45      | 46      |

## Житловий фонд
У 2001 р. 5,2 % усіх родин (домогосподарств) мали житло метражем до 59 м2, 24,6 % — від 60 до 89 м2, 33,3 % — від 90 до 119 м2 і
36,9 % — понад 120 м2.

З усіх будівель у 2001 р. 91,2 % було одноповерховими, 7,1 % — двоповерховими, 0,8 % — триповерховими, 0,2 % — чотириповерховими, 0,7 % — п'ятиповерховими, 0 % — шестиповерховими,
0 % — семиповерховими, 0 % — з вісьмома та більше поверхами.

## Автопарк
| \| Автомобілі, зареєстровані у місті, за призначенням \| Автомобілі, зареєстровані у місті, за призначенням \| Автомобілі, зареєстровані у місті, за призначенням \| \| Рік \| 2006 р. \| 2005 р. \| \| -------------------------------------------------- \| -------------------------------------------------- \| -------------------------------------------------- \| \| Приватні автомобілі \| 60,7 % \| 62 % \| \| Мотоцикли \| 15,6 % \| 15,6 % \| \| Вантажівки \| 19,3 % \| 18,6 % \| \| Трактори \| 1,3 % \| 1,4 % \| \| Автобуси та ін. \| 3,2 % \| 2,4 % \| \| Усього автомобілів \| 1.838 шт. \| 1.685 шт. \| |           |           |
| Автомобілі, зареєстровані у місті, за призначенням |           |           |
| Рік | 2006 р.   | 2005 р.   |
| Приватні автомобілі | 60,7 %    | 62 %      |
| Мотоцикли | 15,6 %    | 15,6 %    |
| Вантажівки | 19,3 %    | 18,6 %    |
| Трактори | 1,3 %     | 1,4 %     |
| Автобуси та ін. | 3,2 %     | 2,4 %     |
| Усього автомобілів | 1.838 шт. | 1.685 шт. |

## Вживання каталанської мови
У 2001 р. каталанську мову у місті розуміли 97,5 % усього населення (у 1996 р. — 97,9 %), вміли говорити нею 87,8 % (у 1996 р. — 89,9 %), вміли читати 84,7 % (у 1996 р. — 85 %), вміли писати 60,5 % (у 1996 р. — 56,3 %). Не розуміли каталанської мови 2,5 %.

## Політичні уподобання
У виборах до Парламенту Каталонії у 2006 р. взяло участь 912 осіб (у 2003 р. — 882 особи). Голоси за політичні сили розподілилися таким чином:
| \| Вибори до Парламенту Каталонії \| Вибори до Парламенту Каталонії \| Вибори до Парламенту Каталонії \| \| Рік \| 2006 р. \| 2003 р. \| \| -------------------------------------- \| ------------------------------ \| ------------------------------ \| \| Конвергенція та Єднання (CiU) \| 38,4 % \| 40,4 % \| \| Соціалістична партія Каталонії (PSC) \| 16,7 % \| 15,5 % \| \| Народна партія (PP) \| 6,2 % \| 10,1 % \| \| Ініціатива за зелену Каталонію (IC) \| 10,4 % \| 7 % \| \| Республіканська лівиця Каталонії (ERC) \| 25 % \| 26,1 % \| \| Громадянська партія (C's) \| 1,3 % \| 0 % \| \| Інші \| 2 % \| 0,9 % \| |         |         |
| Вибори до Парламенту Каталонії |         |         |
| Рік | 2006 р. | 2003 р. |
| Конвергенція та Єднання (CiU) | 38,4 %  | 40,4 %  |
| Соціалістична партія Каталонії (PSC) | 16,7 %  | 15,5 %  |
| Народна партія (PP) | 6,2 %   | 10,1 %  |
| Ініціатива за зелену Каталонію (IC) | 10,4 %  | 7 %     |
| Республіканська лівиця Каталонії (ERC) | 25 %    | 26,1 %  |
| Громадянська партія (C's) | 1,3 %   | 0 %     |
| Інші | 2 %     | 0,9 %   |

У муніципальних виборах у 2007 р. взяло участь 989 осіб (у 2003 р. — 942 особи). Голоси за політичні сили розподілилися таким чином:
| \| Муніципальні вибори \| Муніципальні вибори \| Муніципальні вибори \| \| Рік \| 2007 р. \| 2003 р. \| \| -------------------------------------- \| ------------------- \| ------------------- \| \| Конвергенція та Єднання (CiU) \| 42,7 % \| 41,8 % \| \| Соціалістична партія Каталонії (PSC) \| 7,7 % \| 8,3 % \| \| Народна партія (PP) \| 2,4 % \| 5 % \| \| Ініціатива за зелену Каталонію (IC) \| 8,2 % \| 0 % \| \| Республіканська лівиця Каталонії (ERC) \| 39 % \| 44,9 % \| \| Громадянська партія (C's) \| 0 % \| 0 % \| \| Інші \| 0 % \| 0 % \| |         |         |
| Муніципальні вибори |         |         |
| Рік | 2007 р. | 2003 р. |
| Конвергенція та Єднання (CiU) | 42,7 %  | 41,8 %  |
| Соціалістична партія Каталонії (PSC) | 7,7 %   | 8,3 %   |
| Народна партія (PP) | 2,4 %   | 5 %     |
| Ініціатива за зелену Каталонію (IC) | 8,2 %   | 0 %     |
| Республіканська лівиця Каталонії (ERC) | 39 %    | 44,9 %  |
| Громадянська партія (C's) | 0 %     | 0 %     |
| Інші | 0 %     | 0 %     |